# 戈爾甘伊萊姆斯基山
48°44′27″N 23°51′38″E / 48.74083°N 23.86056°E

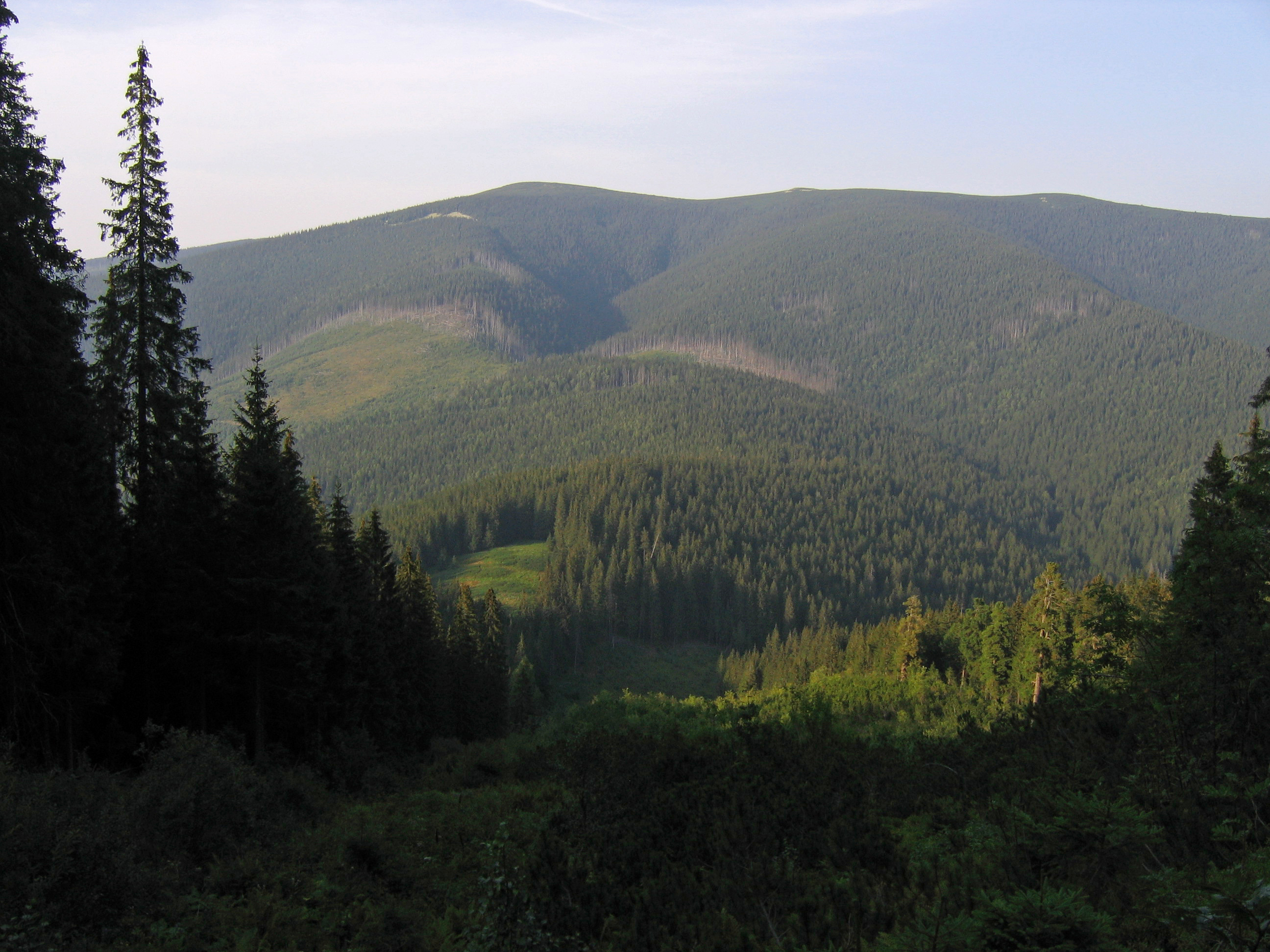

戈爾甘伊萊姆斯基山是烏克蘭的山峰，位於該國西部伊萬諾-弗蘭科夫斯克州，屬於烏克蘭喀爾巴阡山脈中戈爾加內山脈的一部分，海拔高度1,587米。